# Bryan Habana
Bryan Habana, född den 12 juni 1983 i Benoni, provinsen Gauteng, är en sydafrikansk rugbyspelare, som spelar i det sydafrikanska rugbylandslaget.

## Biografi
Världsmästare med springbockarna vid världscupen 2007, där han avslutade bästa målskytten med åtta mål, vilket motsvarade Nya Zeelands rekord Jonah Lomu 1999, han slutade tredje i upplagan. 2015 i England där han utjämnade Lomus rekord på femton VM-försök, ett rekord som han satte i tre utgåvor mot två för Lomu. Han vinner också med sitt landslag Tri-Nations 2009, tävling varje år mot de tre stora nationerna på södra halvklotet, Australien, Nya Zeeland och Sydafrika.
2007 vann han också titeln som bästa spelare i IRB-världen. I klubbar eller franchise vann han två Super 14-spelare 2007 och 2009 med Bulls, tävlingar som spelades av franchisetjänsterna på de tre stora nationerna på södra halvklotet. Han vann två Currie Cup 2006 och 2009 med Blue Bulls. Han gick sedan med i Europa för att spela med den franska klubben Rugby club Toulon. Han blev mästare i Europa 2014 och mästare i Frankrike under samma säsong. Året därpå vann han en andra titel på Europamästare. Han avslutar sin karriär i slutet av säsongen 2017-2018 när han inte spelar spelet på grund av en skada som avtalats i slutet av föregående säsong.
Han anses vara en av världens bästa wingers med sin snabbhet och kraft.